# KHOU
KHOU é uma emissora de TV localizada na cidade de Houston, Texas, EUA. A emissora é de propriedade do conglomerado de mídia Gannett Company. Opera no canal 11 digital. O estúdio está localizado na Allen Parkway na região central de Houston e a torre de transmissão está localizada a Nordeste do Condado de Fort Bend.

## Programação
Entre os programas transmitidos pela KHOU, estão incluídos talk shows como The Ellen DeGeneres Show.